# Wizards de Washington
Maillots
Actualités
Les Wizards de Washington (en anglais : Washington Wizards, « les Magiciens de Washington ») sont une franchise de basket-ball de la National Basketball Association (NBA) basée à Washington D.C. Les Wizards concourent au sein de la NBA en tant que membre de la division Sud-Est de la conférence Est de la ligue. L’équipe joue ses matchs à domicile au Capital One Arena, dans le quartier chinois de Washington D.C.
Cette franchise, créée en 1961, a connu plusieurs localisations et plusieurs noms dans le passé : d'abord Packers puis Zephyrs à Chicago, elle s'installe en 1963 à Baltimore sous le nom de Bullets de Baltimore. Enfin elle change de nouveau de lieu pour rejoindre Landover dans la banlieue est de Washington. La franchise devient Capital Bullets lors de la première saison, puis prend le nom de Bullets de Washington l'année suivante, avant de devenir les Wizards, nom qu'elle porte depuis 1997.
Les Wizards participent à quatre finales NBA, dont une remportée en 1978. Ils participent à 28 séries éliminatoires (playoffs), remportent quatre titres de conférence (1971, 1975, 1978, 1979) et sept titres de division (1971, 1972, 1973, 1974, 1975, 1979, 2017). Leur meilleure saison est celle de 1975 avec un bilan de 60-22. Wes Unseld est le seul joueur de l’histoire de la franchise à devenir le Most Valuable Player (MVP) de la saison régulière en 1969 et à remporter le titre de MVP des Finales en 1978. Quatre joueurs (Walt Bellamy, Terry Dischinger, Earl Monroe et Wes Unseld) ont remporté le titre de rookie de l’année.

## Historique de la franchise

### De la naissance de la franchise au titre NBA (1961-1978)

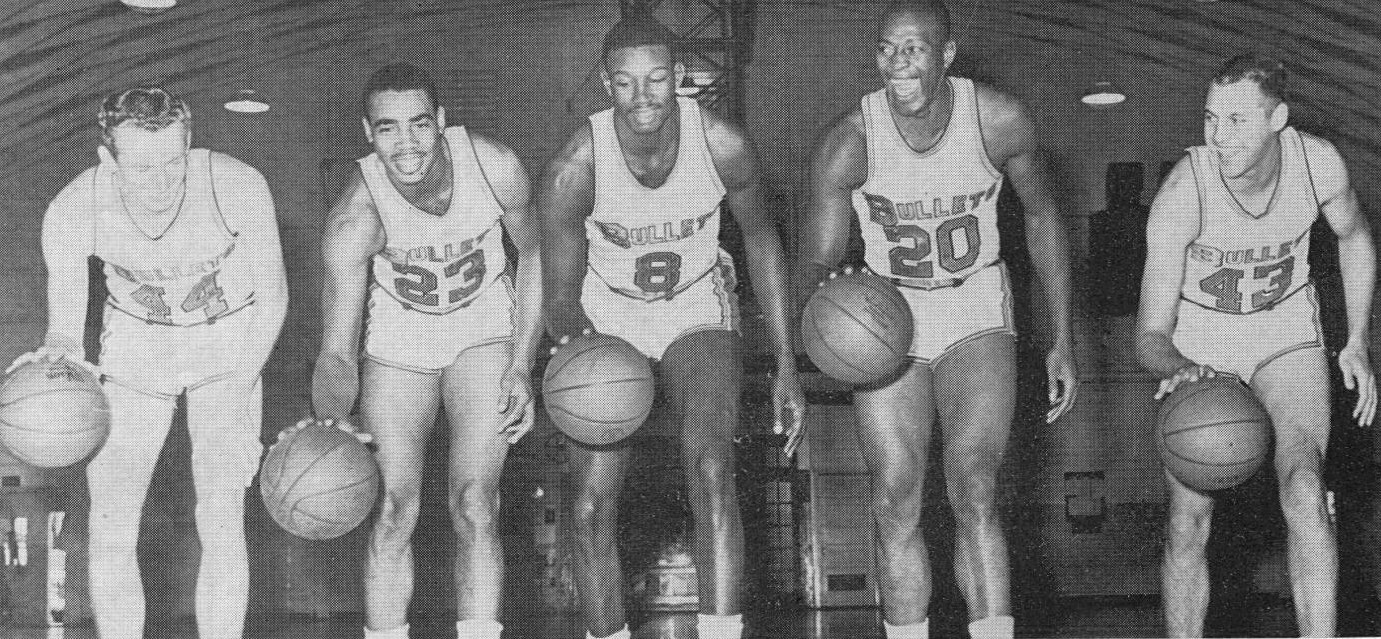
L'équipe 1963-1964 des Bullets de Baltimore.

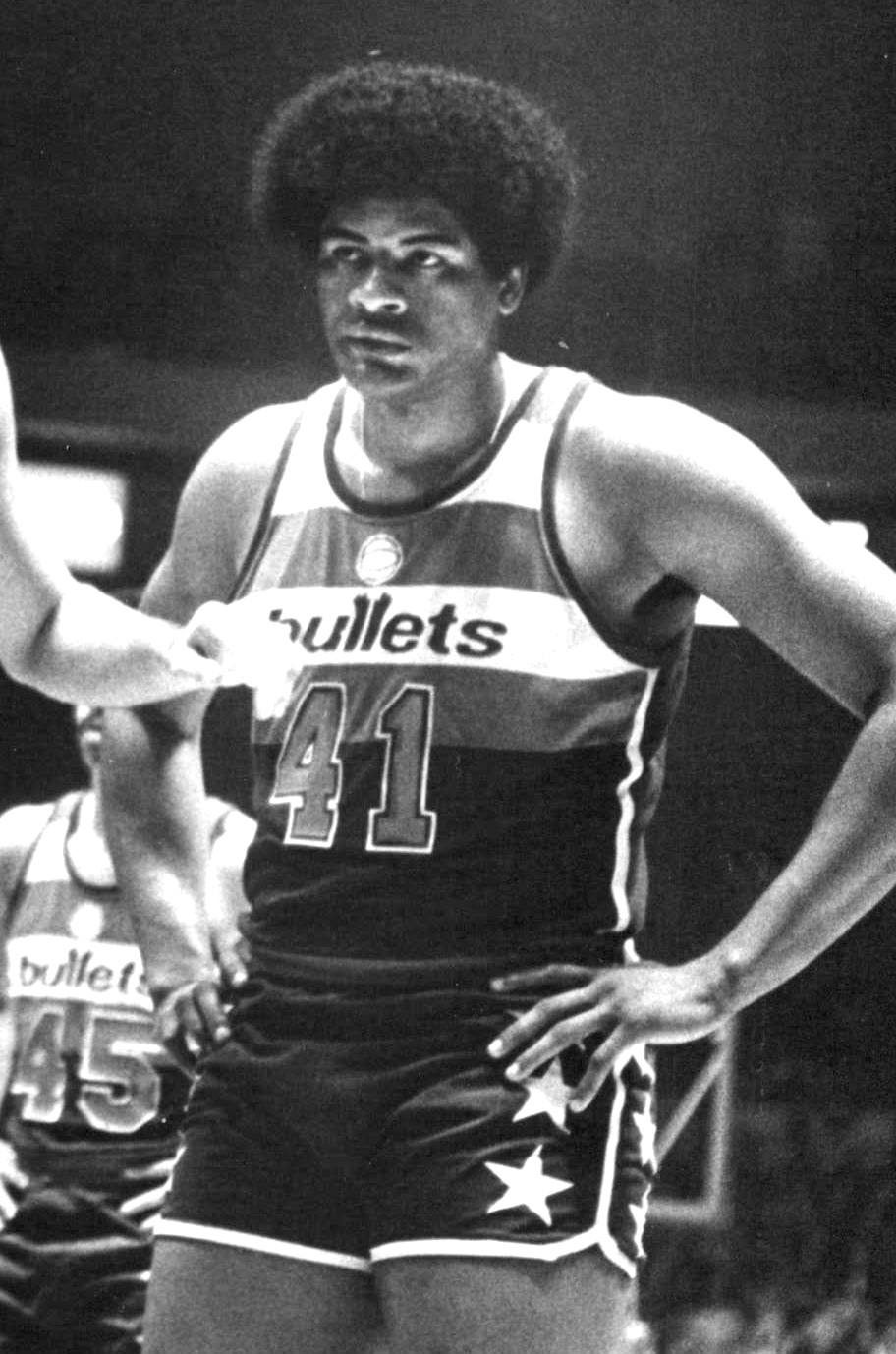
Wes Unseld en 1975, sous le maillot des Bullets de Washington.

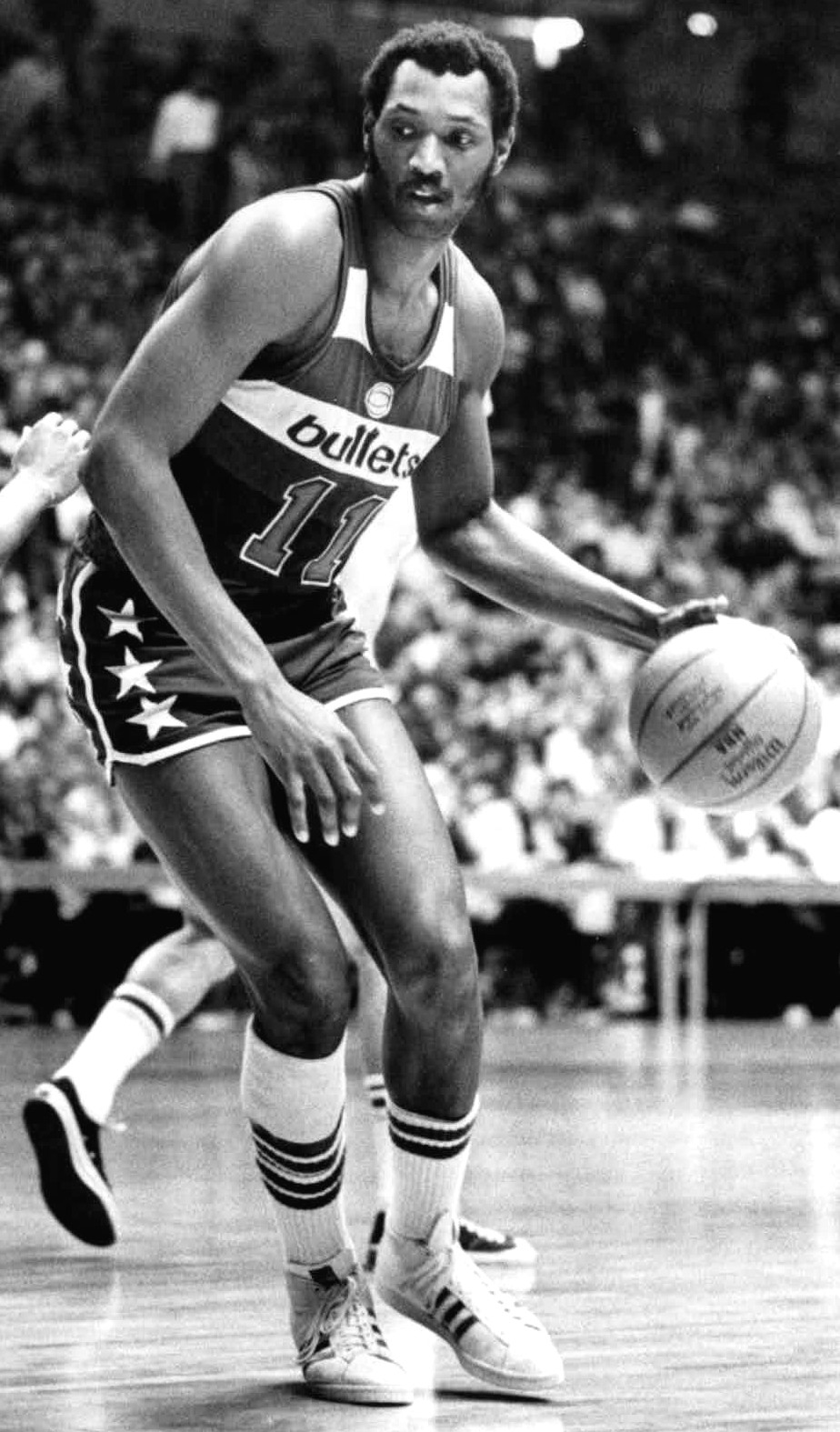
Elvin Hayes en 1975, sous le maillot des Bullets de Washington.

La franchise écrit les premières pages de son histoire à Chicago sous le nom des Packers en 1961. Le rookie Walt Bellamy est la star de l’équipe, inscrivant en moyenne 31,6 points et 19,0 rebonds par match, et en tête de la NBA au pourcentage au tir. Pendant le All-Star Game, Bellamy représente l’équipe en marquant 23 points et saisissant 17 rebonds. Il est nommé rookie de l’année, mais l’équipe termine avec le pire bilan de la NBA à 18-62. Dès la saison suivante, la franchise change de nom pour devenir les Zephyrs de Chicago ; même procédure en 1963 à la suite du déménagement, pour s'appeler les Bullets de Baltimore. Lors de leur première année à Baltimore, les Bullets terminent quatrièmes de leur division. Avant la saison 1964-1965, ils réussissent un gros coup en envoyant Dischinger, Rod Thorn et Don Kojis aux Pistons de Détroit pour Bailey Howell, Don Ohl, Bob Ferry et Wali Jones. Les Bullets réussissent à atteindre les playoffs pour la première fois dans l’histoire de la franchise : lors de celles-ci, ils surprennent les Hawks de Saint Louis, 3-1 et se sont qualifiés pour la finale de la conférence Ouest. En finale, Baltimore et les Lakers de Los Angeles sont à égalité 2 manches partout avant que les Lakers remportent la série 4-2. 
Alors emmenée par Walt Bellamy, l’équipe progresse régulièrement avant que le départ de ce dernier vers New York au début de la saison 1965-1966 ne marque la fin de cette première époque.
Les drafts de 1967 et 1968 sont l’occasion d’intégrer deux futurs membres du Hall of Fame : Earl Monroe et Wes Unseld. Leur impact est immédiat sur la franchise, qui remporte le titre de la Eastern Division en 1969. Abordant les playoffs avec beaucoup d’ambition, les Bullets sont corrigés d’entrée par les Knicks en quatre manches. Dès la saison suivante, les deux franchises se retrouvent au même stade de la compétition et ce sont à nouveau les Knicks qui se qualifient, malgré une série plus disputée.
À la suite de la refonte de la NBA en quatre divisions, réparties en deux conférences, durant l’été 1970, les Bullets remportent le titre de la division Centrale dans laquelle ils sont battus. Après avoir éliminé difficilement Philadelphie au premier tour, la franchise de Baltimore retrouve les Knicks en finale de conférence. L’absence de la star new yorkaise Willis Reed permet aux Bullets de pousser leurs adversaires à la 7e manche décisive. Disputé au Madison Square Garden, ce match bascule dans les dernières secondes sur un panier de Gus Johnson qui donne la victoire à son équipe qui atteint pour la première fois de son histoire les finales NBA. Les Bucks de Milwaukee de Kareem Abdul-Jabbar, fraîchement élu NBA Most Valuable Player, meilleur joueur de la ligue, brisent les rêves de Monroe et Unseld en quatre petites manches.
Malgré le départ de Monroe en 1972, les Bullets restent des candidats sérieux au titre. La franchise connaît un nouveau déménagement en 1973 vers Landover pour devenir les Capital Bullets, puis les Washington Bullets un an seulement plus tard. Dans le sillage d’Elvin Hayes, la franchise réalise en 1974-1975 la meilleure saison de son histoire avec 60 victoires pour 22 défaites, record toujours d’actualité. Après avoir brillamment sorti les Celtics de Boston en finale de conférence, les Bullets sont considérés comme les légitimes favorites pour décrocher le titre. Malheureusement, la franchise connaît la même désillusion que quelques années plus tôt en étant sèchement battue en quatre manches, cette fois par les Warriors de Golden State.
Après deux saisons bouclées sur le bilan de 48 victoires et 34 défaites, les Bullets réalisent un exercice 1977-1978 relativement moyen : ils ne remportent que 44 matchs, et, bien que qualifiés pour les playoffs, ne nourrissent que peu d’espoir d’aller loin dans la compétition. Et pourtant, les Bullets éliminent successivement Atlanta, San Antonio et Philadelphie pour atteindre une nouvelle fois les finales NBA. Après sept matches âprement disputés face aux SuperSonics de Seattle, la franchise rapporte le premier trophée de sport professionnel de l’histoire de la ville de Washington. Les finales de 1979 opposant les mêmes équipes permettent aux Sonics de prendre leur revanche en cinq manches. Cette défaite marque la fin de la période la plus faste de l’histoire des Bullets.

### Une équipe de milieu de classement (1979-1988)
L’âge et les blessures rattrapent les Bullets. Au cours de la saison 1979-1980, ils atteignent les playoffs en atteignant la sixième et dernière place qualificative, malgré un bilan de 39-43 : ils sont balayés par les 76ers de Philadelphie en deux matchs. L’année suivante, les Bullets ne réussissent pas à faire les playoffs pour la première fois en treize ans. Wes Unseld prend sa retraite et Elvin Hayes est échangé contre les Rockets de Houston la saison suivante.
En 1981-1982, Washington a joué fort sous l’encadrement de Gene Shue et de Don Moran, terminant la saison régulière avec un bilan de 43-39, et bien qu’ils aient accédé aux demi-finales de la conférence Est, ils avaient clairement perdu le pouvoir de la fin des années 1970. Malgré l’élimination au second tour par les Celtics de Boston, Gene Shue reçoit le titre d'entraîneur de l’année. Les Bullets de 1982-1983 continuent de jouer avec le même talent que l’année précédente, en terminant avec un bilan positif, mais dans une division Atlantique hautement compétitive, ils terminent derniers et ratent les playoffs.
Les deux années suivantes voient les Bullets continuer à jouer un basket-ball médiocre, qui ne les empêche pas d'atteindre les playoffs dans leur nouveau format élargi, qui implique les seize meilleures équipes. Les Bullets sont éliminés à chaque fois au premier tour.
En 1985, les Bullets acquièrent Manute Bol, 2,30 mètres, dont la spécialité était de contrer les tirs. Cette année-là, il a contré 397 tirs (un record des Bullets), faisant partie d’une équipe qui a contré 716 tirs au total (un record des Bullets). Cependant, ils terminent avec un bilan décevant de 39-43 et sont éliminés par les 76ers de Philadelphie au premier tour des playoffs NBA. Les Bullets, en quête d'amélioration, acquirent Moses Malone des 76ers contre Jeff Ruland la saison suivante. Moses Malone a mené l’équipe au scoring avec 24,1 points par match et est rejoint par Jeff Malone qui a inscrit en moyenne 22,0 points par match. Le bilan de 42-40 des Bullets est leur dernière saison positive jusqu’en 1996-1997. Washington se fait éliminer par les Pistons de Détroit en trois matchs dans les séries éliminatoires (playoffs). Bol s’impose dès sa première année comme le joueur défensif de l'équipe dans la raquette. Avec cinq contres de moyenne en seulement 26 minutes de jeu, il obtient le titre de meilleur contreur de la ligue et une nomination dans le All-NBA Defensive Second Team (la seconde équipe-type défensive) en 1986. Après trois années à Washington, Bol prend la direction des Warriors de Golden State.
Avec le 12e choix de la draft 1987, les Bullets sélectionnent Muggsy Bogues, qui mesurait 1,60 mètre, ce qui en fait le joueur le plus petit de l’histoire de la NBA. L’entraîneur Kevin Loughery est licencié au bout de 27 matchs, les Bullets détenant un bilan de 8-19. Pour le remplacer, le club engage leur ancien MVP Wes Unseld. Sous ses ordres, les Bullets s'améliorent en atteignant de nouveau les playoffs avec un bilan de 38-44. Après avoir perdu les deux premiers matchs à l'extérieur lors du premier tour face aux Pistons de Détroit, les Bullets répliquent et forcent un cinquième match avec deux victoires à domicile. Ils perdent le match 5 de 21 points.

### Le passage à vide (1989-1996)
À la suite du départ de Moses Malone vers Atlanta, les Bullets se reposent sur un duo de joueurs confirmés : Jeff Malone et Bernard King. Incapables de construire une équipe solide autour de ses leaders, la franchise entre dans une spirale de défaites qui la conduit dans les bas-fonds de la Conférence Est. En 1993, malgré la présence de Pervis Ellison entouré de jeunes joueurs prometteurs comme Rex Chapman ou Tom Gugliotta, les Bullets rendent leur pire bilan depuis 1967, ne remportant que 22 victoires. L’arrivée de Chris Webber en 1995 marque la volonté de reconstruire un groupe de qualité. Malgré une blessure sérieuse qui prive les Bullets de leur joueur clé pour la majeure partie de la saison 1995-1996, l’équipe, emmenée par Juwan Howard, Calbert Cheaney, Gheorghe Mureşan et le débutant Rasheed Wallace, remporte 39 victoires et passe près d’une qualification en playoffs.

### Des Bullets aux Wizards (1997-2000)
Le retour de Webber permet à la franchise de retrouver les phases finales dès la saison suivante. Menée par Rod Strickland et possédant dans ses rangs le futur All-Star Ben Wallace, l’équipe de Washington est éliminée dès le premier tour par les Bulls de Chicago de Michael Jordan et Scottie Pippen. 
Le 15 mai 1997, la franchise adopte un nouveau nom, jugeant le mot « Bullets » (balles d'arme à feu) peu adapté au contexte du sport professionnel, et devient les Wizards de Washington. Abandonnant les traditionnelles couleurs bleu, blanc et rouge, les joueurs se drapent de bleu, noir et bronze à l’image des Capitals de Washington, équipe de hockey sur glace de la ville. 
Pour entamer ce nouveau cycle, les Wizards réalisent une bonne saison 1997-1998 avec 42 victoires pour 40 défaites. Ce bilan positif ne suffit néanmoins pas pour accéder aux playoffs et en mai 1998, Webber est envoyé à Sacramento en échange de Mitch Richmond et Otis Thorpe. La greffe ne prend pas et dans une saison écourtée pour grève des joueurs, la franchise de Washington ne remporte que 18 matchs pour 32 défaites avant de réaliser une saison 1999-2000 de piètre niveau.

### Retour de Michael Jordan (2000-2003)

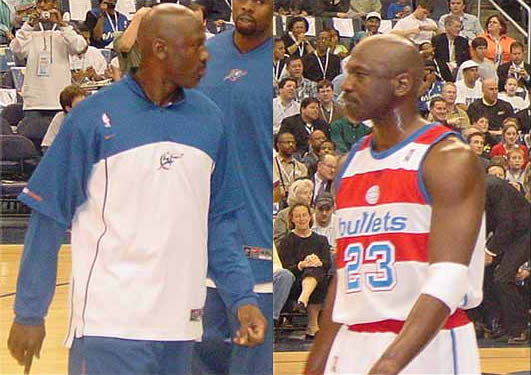
Michael Jordan sous le maillot des Wizards.

À peine quelques mois après sa seconde retraite sportive, Michael Jordan devient président des opérations de basket-ball et actionnaire minoritaire des Wizards. L'équipe connaît de profonds bouleversements au cours de la saison 2000-2001 durant laquelle aucun joueur ne participe à la totalité des matchs. Les résultats étant toujours aussi décevants, Jordan décide de sortir de la retraite pour épauler Richard Hamilton et Kwame Brown, numéro 1 de la dernière draft. Au moment du All-Star Game 2002, les Wizards ont un bilan de 26 victoires pour 21 défaites et l’ancien numéro 23 des Bulls tourne à plus de 25 points, 5 rebonds et 5 passes par match. Lâché par un de ses genoux en fin de saison, Jordan est contraint de quitter ses coéquipiers qui ne parviennent finalement pas à accéder aux playoffs.
De retour de blessure, Jordan travaille au renforcement de l'effectif en recrutant Jerry Stackhouse et Larry Hughes. Confiné au rôle de 6e homme en début de saison, Jordan est le seul joueur de la franchise à participer à l'ensemble des 82 matchs de la saison 2002-2003. Les Wizards rendent un nouveau bilan de 37-45, ratant une fois de plus les phases finales. Des tensions au sein de l'effectif poussent alors l'actionnaire majoritaire à écarter Michael Jordan du terrain et de l'équipe dirigeante.
Le bilan du passage de Jordan est assez critiqué par les observateurs. Malgré le regain de notoriété de la franchise, beaucoup pensent qu'il aurait été plus profitable de reconstruire l'équipe patiemment afin de bénéficier de hauts choix de draft permettant le recrutement de joueurs majeurs comme Yao Ming ou LeBron James. On reproche également au sextuple champion NBA d'avoir utilisé le premier choix de la loterie 2001 pour enrôler Kwame Brown plutôt que Tyson Chandler, Pau Gasol, Tony Parker ou Gilbert Arenas. 
Ce dernier débarque finalement à Washington à l'orée de la saison 2003-2004. Après une première saison difficile, le pari s'avère payant.

### L'ère Gilbert Arenas (2003-2010)

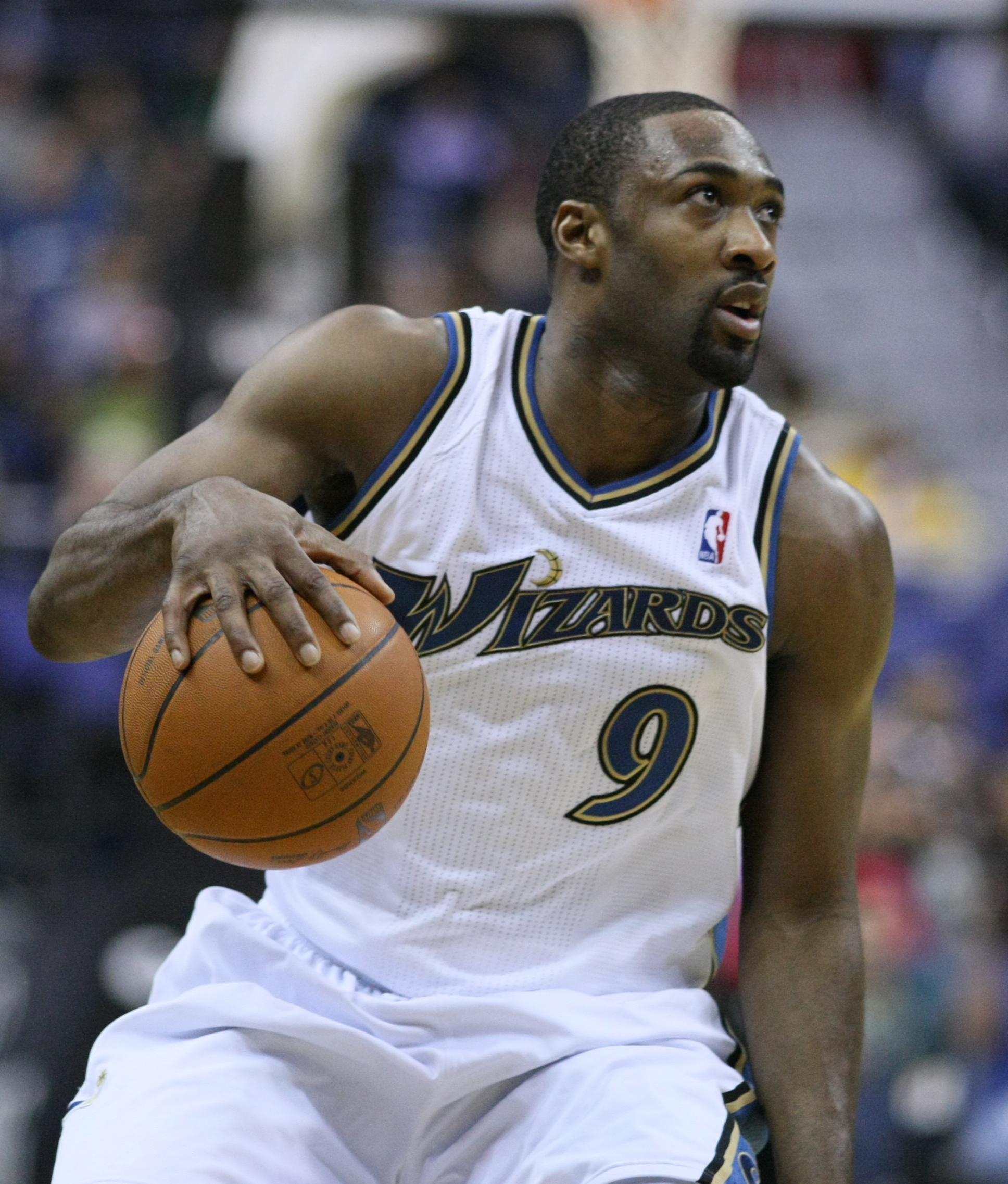
Gilbert Arenas en 2010.

Dans le sillage du trio le plus prolifique de la ligue (Gilbert Arenas, Larry Hughes et Antawn Jamison), les Wizards réalisent en 2004/05 leur meilleure saison depuis 1979 avec 45 victoires pour 37 défaites et leur première apparition en playoffs sous leur nouveau nom. Hughes mène la ligue à la moyenne d’interceptions par match avec 2,89 et Arenas et Jamison deviennent le premier duo de Washington invité au All-Star Game depuis 1987. Opposés aux Chicago Bulls, les Wizards remportent la 3e manche pour signer leur premier succès en playoffs depuis 1988. Trois matches plus tard, ils deviennent la 12e équipe de l’histoire à remporter une série après avoir perdu les 2 premiers matches. Le second tour face au Heat de Miami est plus bref avec une défaite sèche en 4 manches.
Durant l’été 2005, Kwame Brown est envoyé aux Lakers en échange de Caron Butler pendant que Larry Hughes prend la direction de Cleveland. Les Wizards s’imposent comme la 3e équipe la plus prolifique de la ligue se reposant sur son nouveau trio Arenas-Jamison-Butler. Avec un bilan final de 42 victoires pour 40 défaites, l’équipe se qualifie en playoffs au 5e rang de la Conférence Est. Le premier tour face aux Cavaliers de Cleveland est l’occasion d’un formidable duel entre LeBron James et Gilbert Arenas. Les 2 joueurs se rendent coup pour coup à plus de 30 points de moyenne par match mais les Cavaliers ont raison des Wizards en six manches. De 2006 à 2008, ils arrivent à atteindre le premier tour des playoffs.
Les Wizards sombrent dans les dernières places de la conférence Est, avec une quinzième place en 2009 et une quatorzième la saison suivante. Gilbert Arenas connaît des problèmes avec la justice, et Antawn Jamison, Caron Butler et Brendan Haywood partent en 2010. 

### L'ère John Wall et Bradley Beal (2010-2020)

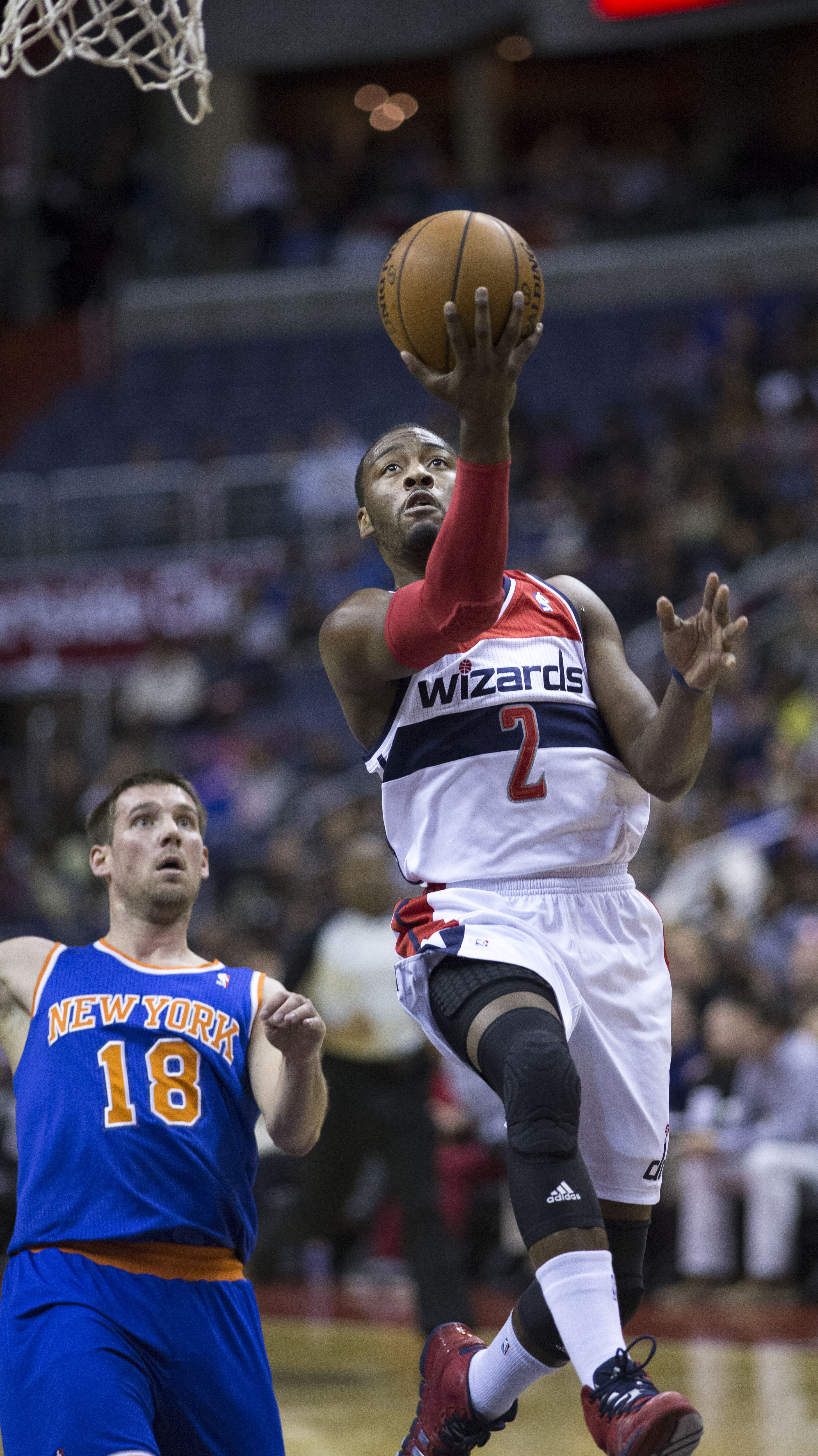
John Wall, premier choix de la draft 2010.

L'espoir renaît, les Wizards obtiennent le premier choix de la draft 2010 et jettent leur dévolu sur John Wall. Ils choisissent également Kevin Séraphin ainsi que Trevor Booker. À l'issue de cette saison de reconstruction, les Wizards finissent à la treizième place de sa conférence. Cette saison voit également la fin de l'ère Arenas qui quitte la franchise en milieu de saison pour Orlando en échange de Rashard Lewis. Lors de la loterie pour la draft 2011, les Wizards obtiennent le sixième choix ainsi que le dix-septième, ce dernier obtenu avec Jordan Crawford lors de l'échange Kirk Hinrich qui quitte Washington pour Atlanta. Les Wizards sélectionnent lors de cette draft 2011 l'espoir tchèque Jan Veselý et le jeune Chris Singleton.
À partir de la saison 2011-2012 l'équipe renoue avec ses couleurs historiques. Cette saison, marqué par le lock-out, voit les Wizards incapable de progresser et finissent à une piteuse quatorzième place. L'entraîneur Flip Saunders est renvoyé et remplacé par son assistant Randy Wittman. Au milieu de cette saison, JaVale McGee et Nick Young sont échangés contre le pivot brésilien de Denver Nenê. Cet échange fait suite aux manifestations de déception manifestées par ces deux joueurs, sur lesquels reposaient des espoirs pour ramener les Wizards au sommet. En juillet 2012, ils utilisent l'Amnesty clause pour rompre le contrat avec Andray Blatche, jugé responsable de la mauvaise ambiance régnant dans le vestiaire. Les résultats de John Wall sont également décevant lors de cette saison.
Avec le troisième choix de la draft 2012, les Wizards choisissent Bradley Beal de l'université de Florida. Les propriétaires qui espèrent que cette saison 2012-2013 sera la saison du renouveau, échangent Rashard Lewis contre l'ailier Trevor Ariza et le pivot Emeka Okafor, deux joueurs expérimentés devant encadrer le vestiaire des Wizards. Sans son meneur, l'équipe connaît un début de saison catastrophique avec seulement trois victoires en plus de trente-cinq matchs. Le retour de leur meneur coïncide avec le retour en forme de la franchise qui finit avec un bilan encourageant de 29 victoires contre 53 défaites. Ils obtiennent à la surprise générale, le troisième choix de draft qui est utilisé pour faire signer l’ailier des Hoyas de l'université de Georgetown Otto Porter. Pour les propriétaires, cette nouvelle saison doit se terminer obligatoirement par une participation aux playoffs, où la franchise est absente depuis 2008.
Le début de saison est timoré, l’équipe ayant du mal à trouver la bonne formule. Okafor, blessé, est rapidement échangé avec le premier tour de la draft 2014 contre le pivot polonais Marcin Gortat de Phoenix. Les résultats s’améliorent. À la mi-saison, Jan Veselý, décevant depuis son arrivée en NBA, est échangé contre le meneur vétéran de Denver, Andre Miller. Les Wizards finissent la saison en cinquième position de la Conférence et obtiennent ainsi le droit de participer aux playoffs. Ils éliminent au premier tour les Bulls de Chicago sur le score de quatre à un, puis échouent en demi-finale contre les Pacers d'Indiana.
Pour la saison 2014-2015, les Wizards ont pour ambition de faire aussi bien que la saison précédente. Les dirigeants décident d’entreprendre un recrutement ambitieux avec des joueurs expérimentés et rompus aux joutes de la NBA comme Kris Humphries, DeJuan Blair ou Rasual Butler. Trevor Booker et Trevor Aziza, respectivement 6e homme et titulaire dans l’équipe, sont laissés libres et s'engagent avec le Jazz de Utah pour le premier et Houston pour le second. Témoignant du nouveau statut de l'équipe, les Wizards frappent un grand coup et engagent pour deux ans le vétéran multiple All-star et futur Hall-of-Famer, Paul Pierce, qui quitte les Nets après une saison décevante pour la capitale. Fort de ce recrutement ambitieux, les Wizards sont attendus au tournant. La saison régulière commence très bien pour la franchise : les Wizards se battent pour la première place de la conférence Est avec les Hawks d'Atlanta ou les Raptors de Toronto. John Wall en grande progression est sélectionné pour être titulaire au All-Star Game de New York. La seconde partie de la saison est plus timorée, l'équipe ayant plus de mal à suivre le rythme de ses concurrents directs. Les dirigeants décident d'échanger le meneur vétéran André Miller contre Ramon Session en difficulté à Sacramento. Les Wizards terminent cette saison avec un bilan positif de 46 victoires pour 36 défaites. Qualifié en playoffs, les Wizards éliminent facilement les Raptors 4 victoires à 0, puis tombent en demi-finale contre le leader de la conférence, les Hawks d'Atlanta. Les Wizards remportent la première manche mais voient le leader John Wall se fracturer la main : handicapés par cette blessure, les Wizards s'inclinent quatre victoires à deux malgré une belle résistance menée par Paul Pierce et Bradley Beal comme peuvent en témoigner les nombreux buzzer beaters inscrits par Pierce, notamment le dernier refusé par l'arbitre. Si les Wizards sont éliminés au même stade de la compétition que l'année dernière, de nombreux joueurs confirment les attentes placées en eux comme Wall, Beal ou Otto Porter. Les Wizards disposent du 19e choix à la draft 2015.

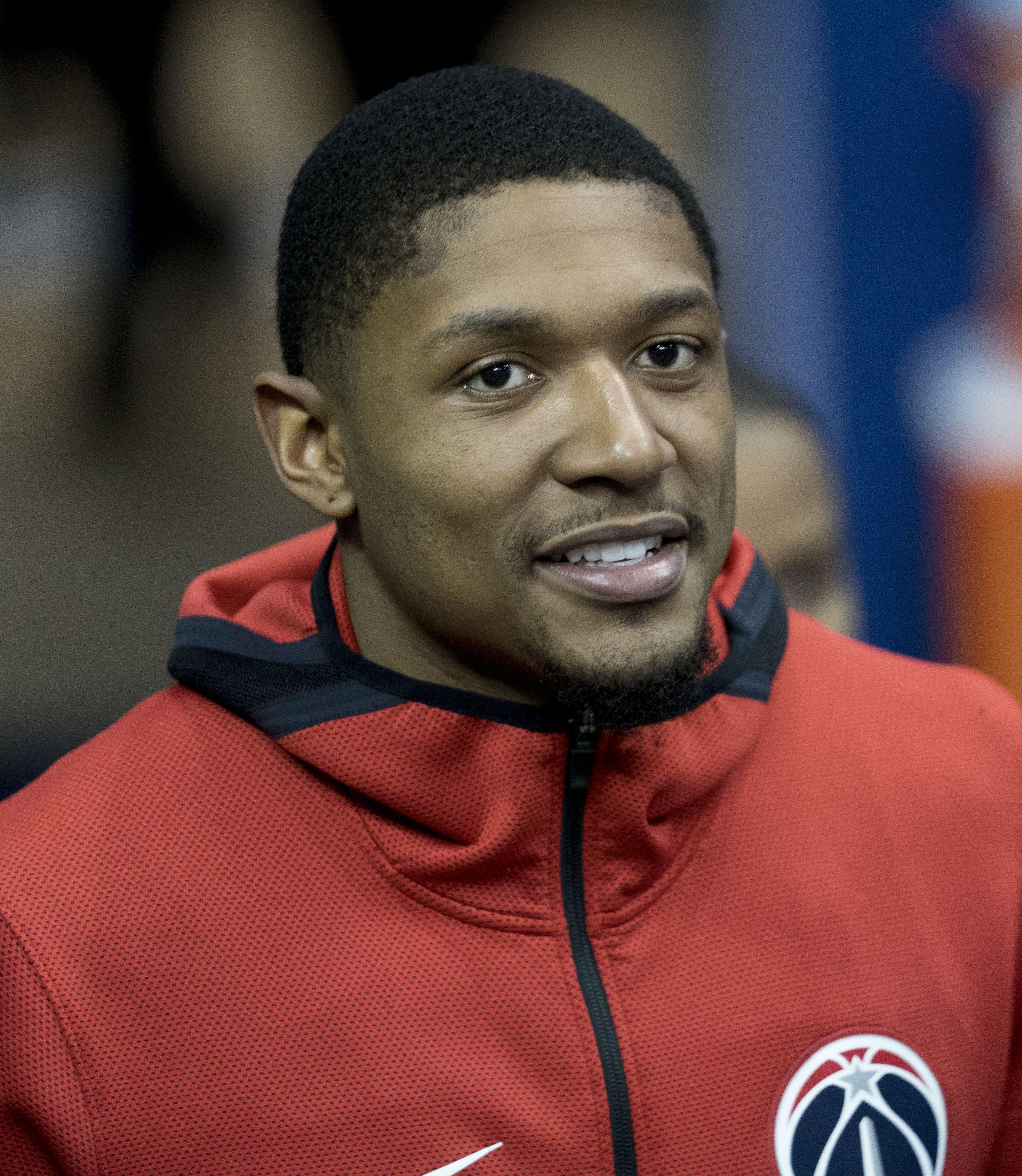
Bradley Beal en 2018.

La saison 2015-2016 est plus compliquée que prévu et les Wizards terminent 10e de la Conférence Est avec un bilan nul de 41-41. C'est la première fois depuis la saison 2012-2013 que la franchise ne va pas en playoffs. Randy Wittman est jugé responsable de cette mauvaise saison et est licencié le 13 avril 2016,. Pour le remplacer, le 21 avril 2016, les Wizards annoncent le recrutement de Scott Brooks, ancien entraîneur du Thunder d'Oklahoma City, pour un montant de 35 millions de dollars sur 5 ans. Il a pour principale mission d’aider la franchise de la capitale à retrouver les playoffs, afin de viser le titre à long terme.
En amont de la saison 2016-2017, l'arrière Bradley Beal signe un nouveau contrat fort lucratif de 128 millions de dollars portant sur cinq ans. Ce contrat est néanmoins jugé risqué puisque Bradley Beal est souvent sujet aux blessures. Rien que sur l'exercice 2015-2016, l'arrière n'a joué que 55 matchs sur les 82 possibles. En renouvelant son contrat, les dirigeants s'assurent ainsi la présence du duo phare de la franchise jusqu'au moins en 2019. De plus Tomas Satoransky, Daniel Ochefu, Andrew Nicholson (jusqu'alors engagé avec le Magic d'Orlando), Ian Mahinmi (jusqu'alors engagé avec les Pacers de l'Indiana) et Jason Smith (jusqu'alors engagé avec le Magic d'Orlando) s'engagent avec la franchise de la Capitale. 
La saison débutant, l'équipe montre rapidement ses faiblesses et après seulement vingt matchs l'équipe pointe à la douzième place de la conférence Est avec sept victoires pour treize défaites. Ce mauvais classement remet en cause le coaching de Scott Brooks mais aussi et surtout la faiblesse du banc et le peu de profondeur d'effectif de l'équipe. Pour le pivot titulaire de l'équipe, Marcin Gortat, ce même banc est l'un "des pires de la ligue". À la mi-saison, les Wizards se positionnent à la cinquième place de la conférence Est mais ne sont qu'à trois victoires de plus que les Knicks de New York qui pointent à la onzième place de cette même conférence. Signe de l'amélioration du niveau de jeu de la franchise, John Wall est sélectionné pour participer au All-Star Game 2017, et ce pour la quatrième année consécutive. À la veille de la trade deadline, les Wizards montent un échange avec les Nets de Brooklyn : tandis que les Nets reçoivent le choix du premier tour des Wizards à la draft 2017, Marcus Thornton et Andrew Nicholson, les Wizards reçoivent quant à eux Bojan Bogdanovic et Chris McCullough. Quelques jours plus tard, les Wizards signent avec Brandon Jennings, alors fraichement licencié par les Knicks de New-York. Ces différents ajouts apportent la consistance et la régularité qui faisaient tant défaut aux différents membres de la rotation de l'équipe. Ce nouveau banc combiné aux bonnes performances du duo Wall/Beal achève l'excellente campagne de saison régulière de l'équipe, qui au soir du mardi 28 mars 2017 et la victoire contre les Lakers de Los Angeles 119 à 108, remporte le titre de champion de la division Sud-Est. C'est là une première pour la franchise, qui n'avait en effet jamais remporté le titre de champion de division depuis le remodelage de la NBA en 2004. De plus, l'équipe renoue avec un succès jusqu'alors lointain, son dernier titre remontant à l'année 1979.
La franchise se présente alors en playoffs en position d'outsiders. Au premier tour, les Wizards affrontent les Hawks d'Atlanta. Ils battent ces derniers en six matchs et avancent en direction des demi-finales de conférence. Au cours de celles-ci, ils retrouvent les Celtics de Boston, auteurs d'une excellente saison régulière terminée à la tête de la conférence Est. La série est cette fois bien plus tendue, à l'image de l'altercation qui a eu lieu le jeudi 4 mai 2017 au cours du troisième match de la série entre Kelly Oubre, ailier des Wizards, et Kelly Olynyk, pivot des Celtics. C'est d'ailleurs ce même Olynyk qui, quelques jours plus tard, fait la différence, dans les dernières minutes du septième match de la série, éliminant ainsi les Wizards de la course au titre. De nouveau, le banc est unanimement pointé du doigt, que ce soit par la presse ou par les joueurs, comme étant le responsable de l'élimination. Malgré tout, l'objectif fixé en début de saison à Scott Brooks, à savoir retrouver les playoffs, est atteint, symbole d'une saison réussie pour la franchise de la Capitale.
Pour la saison 2017-2018, les Wizards terminent leur saison avec un bilan de 43-39, suffisant pour atteindre la huitième place de la conférence Est, et accéder aux playoffs. Ils sont éliminés au premier tour en six matchs par les Raptors de Toronto.
Pour commencer la saison 2018-2019, ils récupèrent Thomas Bryant et Troy Brown Jr. avec le 15e choix de la draft 2018. Bryant devient un atout intéressant dans le secteur intérieur et Bradley Beal réalise sa meilleure saison en carrière. Les Wizards également subissent des blessures, dont Dwight Howard, récupéré durant l'intersaison, qui a joué neuf matchs avant de manquer le reste de la saison en raison de problèmes de dos, et John Wall qui a subi une chirurgie du tendon d'Achille gauche. Dans le même temps, Kelly Oubre Jr., Otto Porter Jr., et Markieff Morris quittent l'équipe. Les Wizards ratèrent les playoffs pour la première fois depuis la saison 2015-2016.
En avril 2019, le manager général Ernie Grunfeld est congédié et Tommy Sheppard (en) est nommé manager général par intérim jusqu’à son embauche officielle en juillet 2019. Aux côtés d’autres mouvements, les Wizards ont sélectionné le joueur japonais Rui Hachimura avec leur 9e choix de la draft 2019, ainsi qu'Admiral Schofield avec le 42e choix. À l'aube de la saison 2019-2020, John Wall rechute de sa blessure et ne prend pas part à la saison.

### Reconstruction (depuis 2020)
En décembre 2020, John Wall, meneur des Wizards depuis 2010, est transféré vers les Rockets de Houston en échange de Russell Westbrook.
À l'issue de la saison 2020-2021, Russell Westbrook est envoyé aux Lakers de Los Angeles contre Kyle Kuzma, Kentavious Caldwell-Pope et Montrezl Harrell. Dans la transaction, les Wizards envoient deux seconds tours de draft (2024, 2028) et les Lakers le 22e choix de 2021. Ce dernier est échangé envoyé à Indiana en échange du 31e choix (Isaiah Todd) et du meneur Aaron Holiday. Afin de pallier le départ du meneur Russell Westbrook, Spencer Dinwiddie arrive aux Wizards avec lesquels il signe un contrat de 62 millions de dollars sur trois ans.
La saison 2021-2022 commence très bien. Au bout de treize matchs, les Wizards sont premiers à l'est avec un bilan de 10 victoire pour 3 défaites. Les performances se dégradent et le 10 février 2022, Spencer Dinwiddie et Dāvis Bertāns, tous deux auteurs d'une saison très décevante, sont transférés à Dallas en échange de l'ancien All-Star Kristaps Porziņģis et d'un second tour de draft. Montrezl Harrell, à l'image de son équipe, a fait un très bon début de saison mais a rapidement montré ses limites. Il est donc transféré à Charlotte en échange du jeune pivot Vernon Carey Jr. et d'Ish Smith, qui a déjà joué pour Washington. Les trois stars de l'équipe en attaque sont alors Bradley Beal, Kyle Kuzma et Kristaps Porziņģis. Il n'empêche que les Wizards font une très mauvaise seconde partie de saison. Kyle Kuzma ne joue pas les 13 derniers matchs de la saison. Ce nombre s'élève à 33 pour Bradley Beal. Quant à Kristaps Porziņģis, il joue 17 matchs et en manque 11. Les Wizards finissent avec un bilan de 35 victoires pour 47 défaites et une 12e place à l'est. Ceci leur permet d'avoir le 15e choix lors de la draft qu'ils utilisent pour sélectionner Corey Kispert, un arrière-ailier sortant de l'université Gonzaga.
En avril 2023, après une saison où les Wizards finissent avec un bilan de 35 victoires contre 47 défaites et ne se qualifient pas pour les playoffs, le président et general manager Tommy Sheppard (en) est limogé de ses fonctions. Will Dawkins (en) est nommé general manager. Deux mois plus tard, Bradley Beal est transféré vers les Suns de Phoenix.
En janvier 2024, les Wizards ont un bilan de 7 victoires en 43 matches. L'entraîneur Wes Unseld Jr. est remplacé à titre intérimaire par son adjoint Brian Keefe. Unseld est muté à la direction sportive de l'équipe. En mai 2024, Keefe titularisé dans son poste d'entraîneur.

## Palmarès
- Champion NBA (1) : 1978.
- Champion de la Conférence Est (4) : 1971, 1975, 1978 et 1979.
- Champion de la Division Est (1) : 1969.
- Champion de la Division Centrale (5) : 1971, 1972, 1973, 1974 et 1975.
- Champion de la Division Atlantique (1) : 1979.
- Champion de la Division Sud-Est (1) : 2017.
- 8 titres de champion de division au total.

## Personnalités de la franchise

### Joueurs

#### Distinctions
Wes Unseld est le seul joueur de l'histoire de la franchise à obtenir le titre de meilleur joueur de la ligue, NBA Most Valuable Player, lors de la saison 1968-1969, saison où la franchise porte alors le nom de Bullets de Baltimore. Il obtient ce titre alors qu'il est débutant dans la ligue, remportant ainsi le titre de NBA Rookie of the Year, le seul autre joueur à obtenir ces deux titres lors de la même saison étant Wilt Chamberlain en 1960.

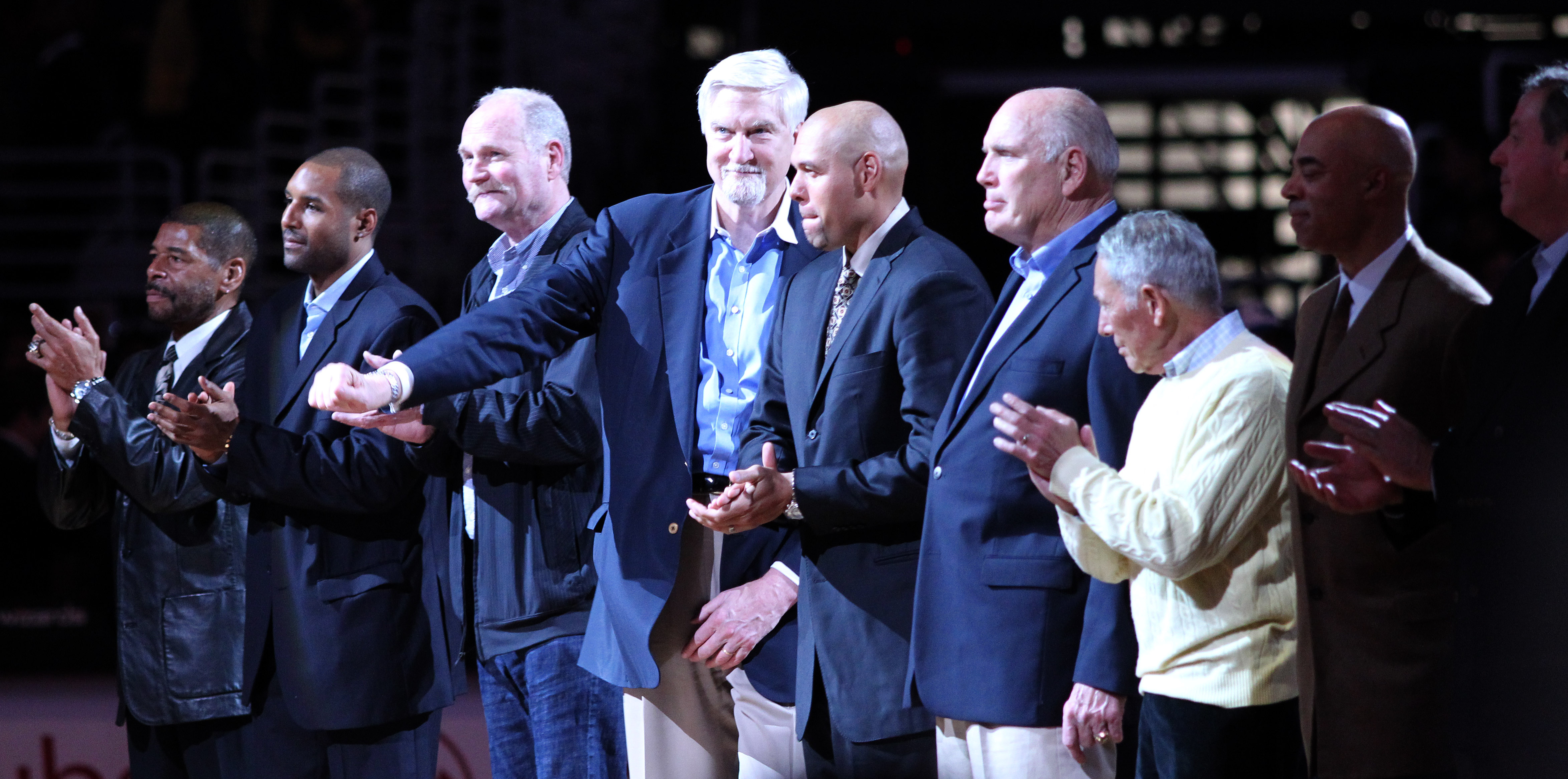
Personnalités de la franchise honorées en 2012

Trois autres joueurs de la franchise obtiennent le titre de meilleur débutant : Walt Bellamy en 1962, Terry Dischinger la saison suivante et Earl Monroe en 1968.
Wes Unseld remporte un troisième titre important avec le titre de meilleur joueur des finales, National Basketball Association Finals Most Valuable Player Award lors du titre obtenu en 1978 face aux SuperSonics de Seattle.
Il figure parmi les trois joueurs de la franchise à être désignés dans le premier cinq NBA lors d'une saison : Unseld figure dans la All-NBA First Team en 1969, équipe où figure également un de ses coéquipiers, Earl Monroe. Elvin Hayes figure à trois reprises dans le premier cinq NBA, en 1975, 1977 et 1979. Ce dernier figure dans le deuxième cinq à trois reprises, en 1973, 1974 et 1976. Sept autres joueurs obtiennent des participations dans un deuxième cinq : Gus Johnson en 1965, 1966, 1970 et 1971, Archie Clark en 1972, Phil Chenier en 1975, Bob Dandridge en 1979, Moses Malone en 1987, Rod Strickland en 1998 et Gilbert Arenas en 2007. Trois joueurs obtiennent des places dans un troisième cinq : Bernard King en 1991, Juwan Howard en 1996 et Gilbert Arenas en 2005 et 2006.
Gus Johnson figure dans le premier cinq défensif de la ligue en 1970 et 1971, performance renouvelée par Bob Dandridge en 1979 et Larry Hughes en 2005. Mike Riordan en 1973, Elvin Hayes en 1975 et Manute Bol en 1986 obtiennent des places dans la NBA All-Defensive Second Team.
Trois joueurs obtiennent le titre de NBA Most Improved Player, joueur ayant le plus progressé : Pervis Ellison en 1992, Don MacLean en 1994 et Gheorghe Mureşan en 1996.
| Numéro | Nom du joueur |
| ------ | ------------- |
| 10     | Earl Monroe   |
| 11     | Elvin Hayes   |
| 25     | Gus Johnson   |
| 41     | Wes Unseld    |
| 45     | Phil Chenier  |

Cinq joueurs de la franchise ont leur maillot retiré par la franchise : le numéro 41 de Wes Unseld est retiré en 1981. C'est ensuite Elvin Hayes qui voit son numéro 11 retiré. Les Bullets retirent le numéro 25 de Gus Johnson peu avant sa mort en 1987. Earl Monroe voit son numéro 10 retiré le 1er décembre 2007. Enfin, le numéro 45 de Phil Chenier est retiré le 23 mars 2018.
Onze joueurs ayant au cours de leur carrière été membre de la franchise sont introduits au Hall Of Fame : Wes Unseld, qui effectue toute sa carrière au sein de la franchise, de 1968 avec les Bullets de Baltimore à 1981 sous le maillot des Bullets de Washington, est introduit en 1988. Suit ensuite Elvin Hayes qui est introduit en 1990, joue avec les Bullets de Baltimore puis de Washington de 1972 à 1981. En 1990, Dave Bing, membre de la franchise de 1975 à 1977 et Earl Monroe, qui évolue avec celle-ci de 1967 à 1971, sont élus à leur tour. Walt Bellamy, qui évolue de 1961 à 1966, d'abord sous les couleurs des Packers et Zéphyrs de Chicago puis des Bullets de Baltimore, est honoré en 1993. Bailey Howell, joueur de 1964 à 1966, est introduit en 1997. Moses Malone, qui ne dispute que deux saisons de 1986 à 1988 sous le maillot des Bullets de Washington est introduit en 2001. Michael Jordan, qui fait son deuxième retour en NBA de 2001 à 2003 est élu en 2009. Gus Johnson, membre de la franchise de 1963 à 1972 obtient son titre en 2010. En 2012, c'est Ralph Sampson qui obtient cet honneur : il joue avec les Bullets de Washington de 1990 à 1992. Le dernier à obtenir cet honneur est Bernard King qui joue avec les Bullets de 1987 à 1992.
De nombreux joueurs participent aux NBA All-Star Game : Walt Bellamy participe à quatre éditions, de 1961 à 1965. Terry Dischinger disputent les éditions de 1963 et 1964. Gus Johnson joue en 1965 puis de 1968 à 1971. Don Ohl joue de 1965 à 1967. Earl Monroe participe aux éditions de 1969 et 1971. Wes Unseld fait cinq apparitions au All-Star Game en 1969, 1971, 1972, 1973 et 1975. Jack Marin et Archie Clark joue l'édition de 1972. Elvin Hayes joue sans interruption de 1973 à 1980. Phil Chenier dispute trois éditions, en 1974, 1975 et 1977. Dave Bing joue en 1976, Bob Dandridge en 1979, Jeff Ruland en 1984 et 1985, Jeff Malone en 1986 et 1987, Moses Malone en 1987 et 1988, Bernard King en 1991, Michael Adams en 1992, Juwan Howard en 1996, Chris Webber en 1997, Michael Jordan en 2002 et 2003, Gilbert Arenas de 2005 à 2007, Antawn Jamison en 2005 et 2008, Caron Butler en 2007 et 2008.

## Statistiques
| Statistique                                                                               | Nom du joueur              | Pays       | Nombre |
| ----------------------------------------------------------------------------------------- | -------------------------- | ---------- | ------ |
| 1er                                                                                       | Elvin Hayes 1972 - 1981    | États-Unis | 15 551 |
| 2e                                                                                        | Bradley Beal 2012 - 2023   | États-Unis | 15 391 |
| 3e                                                                                        | Jeff Malone 1983 - 1990    | États-Unis | 11 083 |
| 4e                                                                                        | John Wall 2010 - 2020      | États-Unis | 10 879 |
| 5e                                                                                        | Wes Unseld 1968 - 1981     | États-Unis | 10 624 |
| 6e                                                                                        | Kevin Loughery 1963 - 1971 | États-Unis | 9 833  |
| 7e                                                                                        | Gus Johnson 1963 - 1972    | États-Unis | 9 781  |
| 8e                                                                                        | Phil Chenier 1971 - 1979   | États-Unis | 9 778  |
| 9e                                                                                        | Walt Bellamy 1961 - 1966   | États-Unis | 9 020  |
| 10e                                                                                       | Gilbert Arenas 2003 - 2010 | États-Unis | 8 930  |
| Dernière mise à jour : 22 mars 2023 En gras : Joueurs évoluant toujours dans la franchise |                            |            |        |

## Records individuels de la franchise
| Statistique                                                                               | Nom du joueur    | Nombre               |
| ----------------------------------------------------------------------------------------- | ---------------- | -------------------- |
| Meilleur marqueur                                                                         | Elvin Hayes      | 15 551 points        |
| Meilleure moyenne de points/match                                                         | Walt Bellamy     | 27,6 points / match  |
| Meilleur passeur                                                                          | John Wall        | 5 282 passes         |
| Meilleure moyenne de passes/match                                                         | John Wall        | 9,2 passes / match   |
| Meilleur rebondeur                                                                        | Wes Unseld       | 13 769 rebonds       |
| Meilleure moyenne de rebonds/match                                                        | Walt Bellamy     | 16.6 rebonds / match |
| Meilleur contreur                                                                         | Elvin Hayes      | 1 558 contres        |
| Meilleur intercepteur                                                                     | John Wall        | 976 interceptions    |
| Meilleur pourcentage au tir                                                               | Gheorghe Mureșan | 57,9 %               |
| 3 points marqués                                                                          | Bradley Beal     | 1 514 tirs marqués   |
| Meilleur pourcentage à 3 points                                                           | Tim Legler       | 47,6 %               |
| Lancers-francs marqués                                                                    | Elvin Hayes      | 3 046 tirs marqués   |
| Meilleur pourcentage au lancer-franc                                                      | Chris Whitney    | 87,9 %               |
| Matchs joués                                                                              | Wes Unseld       | 984 matchs           |
| Dernière mise à jour : 22 mars 2023 En gras : Joueurs évoluant toujours dans la franchise |                  |                      |

### Entraîneurs

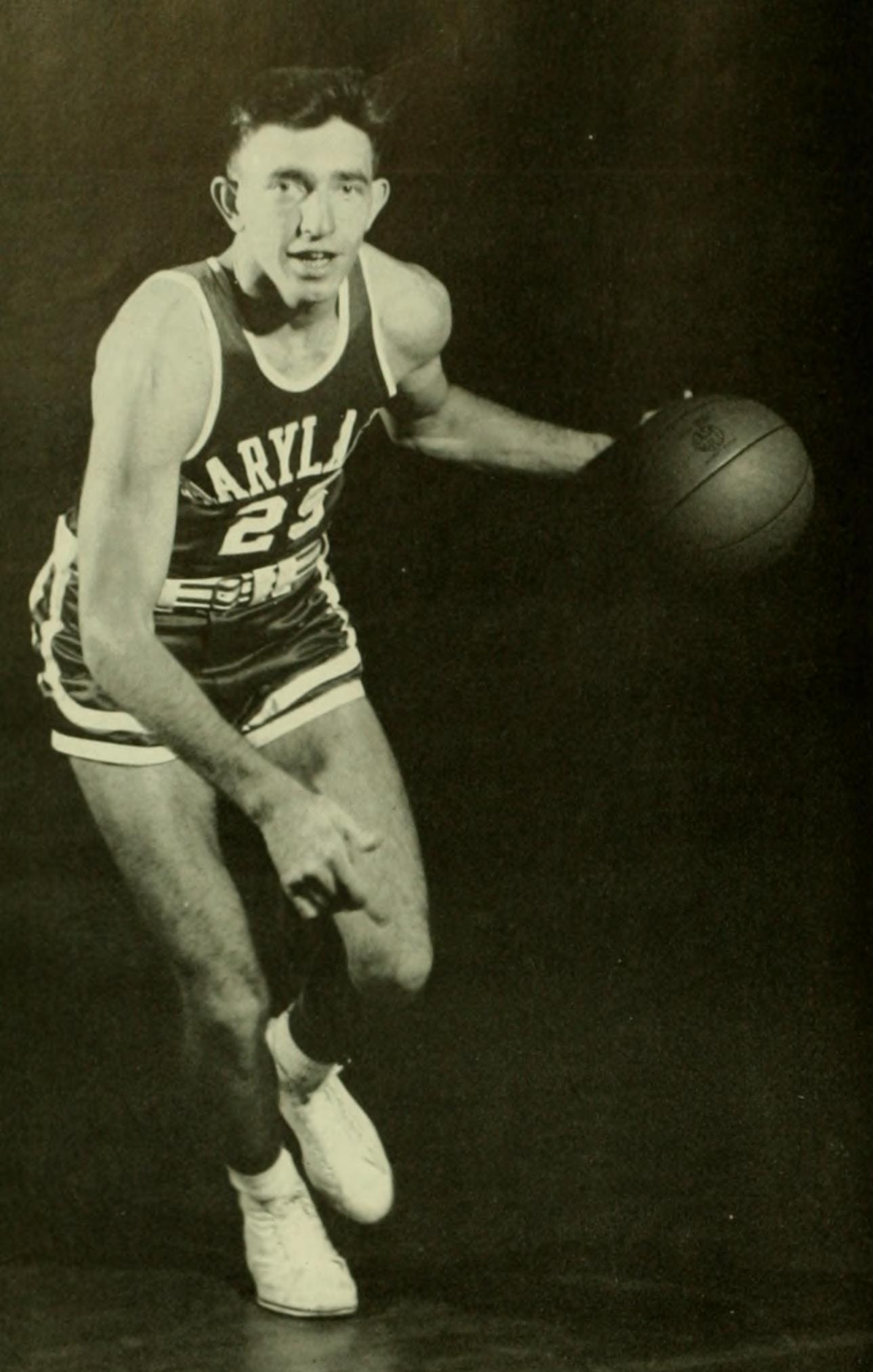
Gene Shue

Gene Shue est le seul entraîneur à recevoir le titre d'entraîneur de l'année, NBA Coach of the Year, titre qu'il obtient en 1969 et 1982. Il est par ailleurs l'entraîneur qui dirige le plus de matchs de la franchise, 1 027 sur treize saisons de 1967 à 1986 pour un bilan de 522 victoires et 505 défaites, ces deux nombres constituant également les records de la franchise. Il est aussi l'entraîneur comptant le plus de matchs de playoffs avec 55 rencontres, 19 victoires et 36 défaites.
K.C. Jones est l'entraîneur présentant le meilleur bilan en saison régulière avec 63 % de victoires sur les deux saisons qu'il dirige. En playoffs, Dick Motta et Buddy Jeannette sont les seuls entraîneurs à présenter un bilan positif avec respectivement 52,9 % et 50 %.
| Numéro | Nom             | Période   |
| ------ | --------------- | --------- |
| 1      | Jim Pollard     | 1962-1962 |
| 2      | Jack McMahon    | 1963-1963 |
| 3      | Slick Leonard   | 1963-1964 |
| 4      | Buddy Jeannette | 1965-1967 |
| 5      | Paul Seymour    | 1966-1966 |
| 6      | Gene Shue       | 1967-1986 |
| 7      | Mike Farmer     | 1967-1967 |
| 8      | K.C. Jones      | 1974-1976 |
| 9      | Dick Motta      | 1977-1980 |
| 10     | Kevin Loughery  | 1986-1988 |
| 11     | Wes Unseld      | 1988-1994 |
| 12     | Jim Lynam       | 1995-1997 |

| Numéro | Nom                | Période     |
| ------ | ------------------ | ----------- |
| 13     | Bob Staak          | 1997-1997   |
| 14     | Bernie Bickerstaff | 1997-1999   |
| 15     | Jim Brovelli       | 1999-1999   |
| 16     | Darrell Walker     | 2000-2000   |
| 17     | Gar Heard          | 2000-2000   |
| 18     | Leonard Hamilton   | 2001-2001   |
| 19     | Doug Collins       | 2002-2003   |
| 20     | Eddie Jordan       | 2004-2009   |
| 21     | Ed Tapscott        | 2009-2009   |
| 22     | Flip Saunders      | 2010-2012   |
| 23     | Randy Wittman      | 2012-2016   |
| 24     | Scott Brooks       | 2016-2021   |
| 25     | Wes Unseld Jr.     | 2021-2024   |
| 27     | Brian Keefe        | depuis 2024 |

## Couleurs et symboles

### Logos successifs

Saison 1961-1962. Packers de Chicago.
Saison 1962-1963. Zephyrs de Chicago.
De 1963 à 1969. Bullets de Baltimore.
De 1969 à 1973. Bullets de Baltimore.
Saison 1973-1974. Bullets de la Capitale.
De 1974 à 1987. Bullets de Washington.
De 1987 à 1997. Bullets de Washington.
De 1997 à 2007. Wizards de Washington.
De 2007 à 2011. Wizards de Washington.
De 2011 à 2015. Wizards de Washington.
Depuis 2015. Wizards de Washington.

### Maillots
Depuis que Nike fournit l'ensemble des tenues aux équipes de NBA, en 2017, les maillots « domicile » et « extérieur » sont remplacés par une collection plus fournie, pouvant servir aussi bien en déplacement qu'à domicile, portant les noms « association », « icon », « statement » et « city », et pour certaines équipes en plus une version « classic » reprenant le design d'anciens maillots. Les équipes qualifiées pour les playoffs 2019 se sont vues dotées d'une tenue supplémentaire, dénommée « earned ».